# Linda Fried

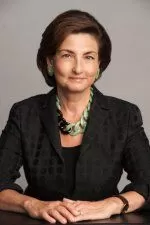
Linda Fried (2021)

Linda P. Fried (* 1949) ist eine US-amerikanische Geriaterin und Epidemiologin an der Columbia University in New York City.
Fried arbeitete zunächst als Rechtsanwaltsgehilfin und Sozialarbeiterin. Dann studierte sie Medizin am Rush Medical College mit dem M.D. als Abschluss, anschließend erwarb sie einen Master of Public Health an der Johns Hopkins University. Als Ärztin mit Lehrauftrag (englisch faculty physician) arbeitete sie an der Abteilung für präventive Kardiologie der Johns Hopkins University School of Medicine, bevor sie 1986 die Leitung der dortigen Abteilung für geriatrische Diagnostik übernahm. 1997 erhielt sie dort eine Professur für Innere Medizin. Zuletzt war sie Direktorin der Abteilung für Geriatrie und Gerontologie und des Center on Aging and Health an den Johns Hopkins Medical Institutions.
2008 wechselte sie an die Columbia University. Dort ist sie heute (Stand 2021) Dekanin der Fakultät für Public Health.
Fried befasst sich mit der Frage, wie altersbedingte Gebrechlichkeit (englisch frailty) verhindert werden kann. So gründete sie 1995 das Experience corps, eine Organisation, die Rentner für ehrenamtliche Tätigkeiten in Grundschulen und Kindergärten vermittelt. Sie konnte nachweisen, dass ein solches Engagement messbar Gedächtnisleistung, Geschicklichkeit und Gehgeschwindigkeit erhält. Gleichzeitig verbessern sich die Bildungschancen der betreuten Kinder.
2012 wurde Fried mit dem Longevity Prize der Fondation Ipsen ausgezeichnet. 2016 erhielt sie den Prix International de l’INSERM. 2016/2017 war Fried Präsidentin der Association of American Physicians, die ihr für 2022 ihre George M. Kober Medal zusprach. Sie ist Mitglied der National Academy of Medicine, zu deren Leitungsgremium Council sie von 2017 bis 2020 gehörte.